# Byron (Míchigan)
Byron es una villa ubicada en el condado de Shiawassee en el estado estadounidense de Míchigan. En el Censo de 2010 tenía una población de 581 habitantes y una densidad poblacional de 297,12 personas por km².

## Geografía
Byron se encuentra ubicada en las coordenadas 42°49′36″N 83°57′3″O / 42.82667, -83.95083. Según la Oficina del Censo de los Estados Unidos, Byron tiene una superficie total de 1.96 km², de la cual 1.81 km² corresponden a tierra firme y (7.28%) 0.14 km² es agua.

## Demografía
Según el censo de 2010, había 581 personas residiendo en Byron. La densidad de población era de 297,12 hab./km². De los 581 habitantes, Byron estaba compuesto por el 95.7% blancos, el 1.03% eran afroamericanos, el 1.55% eran amerindios, el 0.17% eran asiáticos, el 0% eran isleños del Pacífico, el 0.17% eran de otras razas y el 1.38% pertenecían a dos o más razas. Del total de la población el 2.07% eran hispanos o latinos de cualquier raza.